# Frederick M. Franks Jr.

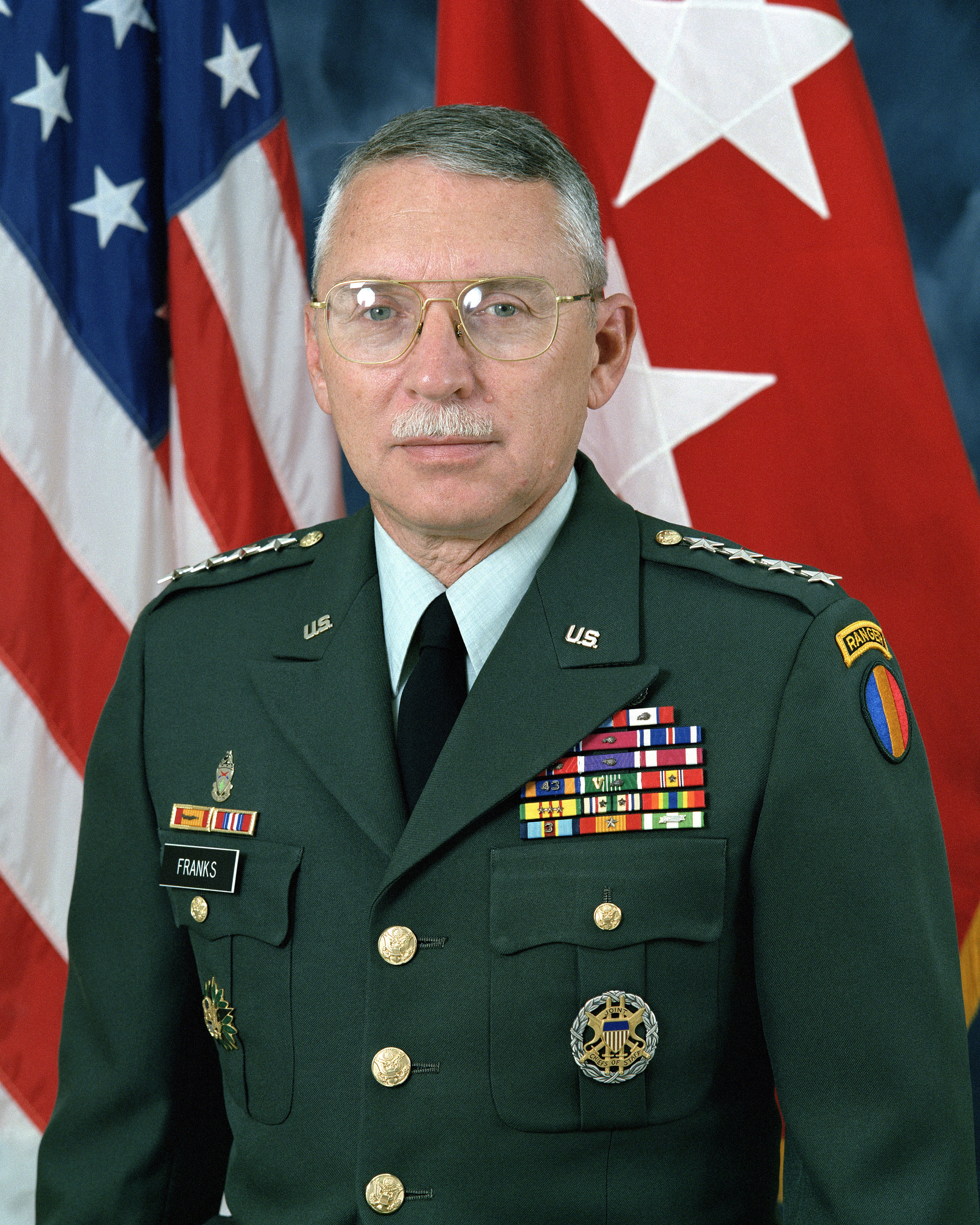
Frederick M. Franks Jr.

Frederick Melvin Franks Jr.  (* 1. November 1936 in West Lawn, Berks County, Pennsylvania) ist ein pensionierter General der United States Army. Er war unter anderem Kommandeur des United States Army Training and Doctrine Command.
In den Jahren 1956 bis 1959 durchlief Frederick Franks die United States Military Academy in West Point. Nach seinem dortigen Abschluss wurde er den Panzereinheiten des US-Heeres zugeteilt. In der Armee durchlief er anschließend alle Offiziersränge vom Leutnant bis zum Viersternegeneral.
Nach einigen militärischen Kursen wurde er zunächst dem 11. Gepanzerten Kavallerieregiment zugewiesen, das in jenen Jahren in Deutschland entlang der Grenze am Eisernen Vorhang stationiert war. Er war dabei an der Grenze zur Tschechoslowakei unter anderem als Zugführer eingesetzt. Im Jahr 1963 absolvierte er den Infantry Officer Advanced Course. Damals erhielt er auch zwei akademische Grade in Englisch und Philosophie von der Columbia University. Danach war er für einige Zeit Lehrer an der West-Point-Akademie. Anschließend wurde er im Vietnamkrieg eingesetzt. Dabei gehörte er erneut dem 11. Gepanzerten Kavallerieregiment an, das inzwischen zu den dorthin verlegten Kampfeinheiten der US-Streitkräfte gehörte. Im Jahr 1970 wurde er bei einem Kampfeinsatz in Kambodscha schwer verwundet. Dabei musste sein linkes Bein unterhalb des Knies amputiert werden. Trotzdem konnte er nach seiner Genesung im aktiven Militärdienst verbleiben. Dabei kommandierte er eine Schwadron des 3. Gepanzerten Kavallerieregiments.
In den 1980er Jahren war Frederick Franks mehrfach als Stabsoffizier im Pentagon tätig. In den Jahren 1982 bis 1984 war er erneut in Deutschland stationiert, wo er bei Fulda eine Einheit des 3. Kavallerieregiments kommandierte. Anschließend kommandierte er bis 1985 den Seventh Army Training Command bei Grafenwöhr. Nach einer weiteren Verwendung als Stabsoffizier übernahm Franks im Juli 1988 das Kommando über die damals ebenfalls in Deutschland stationierte 1. Panzerdivision. Dieses Kommando bekleidete er bis zum August 1989. Anschließend übernahm Franks als Generalleutnant das Kommando über das VII. Corps. Dieses hatte er als Nachfolger von Ronald L. Watts zwischen August 1989 und Juni 1991 inne. Während dieser Zeit wurde das Corps von Stuttgart in den Nahen Osten verlegt, um am Zweiten Golfkrieg teilzunehmen, wo es an einigen erfolgreichen Gefechten beteiligt war. Zwischen dem 23. August 1991 und dem 26. Oktober 1994 leitete der inzwischen zum Viersternegeneral beförderte Frederick Franks das United States Army Training and Doctrine Command. Anschließend ging er in den Ruhestand.
Im Ruhestand blieb General Franks seiner militärischen Vergangenheit verbunden. Er hielt Vorträge und verfasste Abhandlungen über militärische Themen. Teile seiner Biographie verarbeitete der Schriftsteller Tom Clancy in seinem in Zusammenarbeit mit Franks im Jahr 1997 verfassten Sachbuch Into the Storm – A Study in Command. Franks engagiert sich auch in Veteranenvereinigungen und ganz besonders in Kriegsversehrtenorganisationen, auch aufgrund seiner Beinamputation.

## Orden und Auszeichnungen
General Franks erhielt im Lauf seiner militärischen Laufbahn unter anderem folgende Auszeichnungen:
- Defense Distinguished Service Medal
- Army Distinguished Service Medal (3-Mal)
- Silver Star
- Legion of Merit (2-Mal)
- Distinguished Flying Cross
- Bronze Star Medal (2-Mal)
- Purple Heart (2-Mal)